# It's a Gift
It's a Gift er en amerikansk stumfilm fra 1923 af Hugh Fay.

## Medvirkende
- Snub Pollard som Pollard
- Marie Mosquini
- William Gillespie som Weller Pump
- Wallace Howe
- Mark Jones
- Eddie Dunn